# Pubibrotica
Pubibrotica là một chi bọ cánh cứng trong họ Chrysomelidae.
Chi này được miêu tả khoa học năm 2002 bởi Medvedev.

## Các loài
Chi này gồm các loài:
- Pubibrotica bicolor Medvedev, 2002